# Harleys in Hawaii
"Harleys in Hawaii" é uma canção da cantora e compositora americana Katy Perry, lançada como single autônomo em 16 de outubro de 2019, por intermédio da gravadora Capitol Records. Mais tarde, foi incluída na lista de faixas do sexto álbum de estúdio de Perry, Smile (2020).

## Antecedentes
Perry mencionou a música pela primeira vez em uma entrevista No Zach Sang Show, afirmando que a inspiração veio de andar de Harley em Oahu com o seu noivo, Orlando Bloom. Anteriormente, ela havia sido fotografada no Havaí enquanto gravava o videoclipe.  Durante uma transmissão ao vivo, Charlie Puth, um dos compositores e produtores de "Harleys in Hawaii", declarou originalmente que a música seria lançada em 18 de outubro de 2019. Mais tarde, foi anunciado oficialmente, através das contas de mídia social de Katy Perry, que a música iria ser lançada em 16 de outubro de 2019.

## Vídeo musical
Perry gravou um videoclipe para a música no Havaí em julho de 2019; e Puth comentou em setembro de 2019 que estava no processo de aprovar uma mistura da música, além de se divertir "criando muito" a música com Perry. O vídeo foi dirigido por Pau Lopez, Gerardo del Hierro e Tomas Pena sob o nome Manson e foi lançado em 16 de outubro de 2019.

## Apresentações ao vivo
Katy contou a música pela primeira vez no OnePlus Music Festival em 15 de novembro de 2019.

## Desempenho comercial
| Tabela musical (2019)                           | Melhor Posição |
| ----------------------------------------------- | -------------- |
| Austrália (ARIA)                                | 36             |
| Bélgica (Ultratop) Flanders                     | 37             |
| Canadá (Canadian Hot 100)                       | 71             |
| Croácia (HRT)                                   | 72             |
| Escócia (Official Charts Company)               | 67             |
| Eslováquia (Singles Digitál Top 100)            | 43             |
| Estados Unidos (Bubbling Under Hot 100 Singles) | 10             |
| Hungria (Single Top 40)                         | 37             |
| Irlanda (IRMA)                                  | 42             |
| Nova Zelândia Hot Singles (RMNZ)                | 1              |
| Reino Unido (UK Singles Chart)                  | 45             |
| Chéquia (Singles Digitál Top 100)               | 69             |
| Suécia (Sverigetopplistan)                      | 7              |
| Suíça (Schweizer Hitparade)                     | 72             |

## Histórico de lançamento
| Região    | Data                   | Formato                    | Versão            | Gravadora | Ref.   |
| --------- | ---------------------- | -------------------------- | ----------------- | --------- | ------ |
| Mundo     | 16 de outubro de 2019  | Download digital streaming | Original          | Capitol   | [ 28 ] |
| Austrália | 18 de outubro de 2019  | Contemporary hit radio     | Original          | Capitol   | [ 29 ] |
| Mundo     | 13 de novembro de 2019 | Download digital streaming | KANDY Remix       | Capitol   | [ 30 ] |
| Mundo     | 13 de novembro de 2019 | Download digital streaming | Win and Woo Remix | Capitol   | [ 31 ] |